# Sa'ed Atshan
Sa'ed Atshan (en árabe: سائد عطشان‎; 1984) es un antropólogo palestino y profesor en el Swarthmore College.

## Primeros años y educación
Atshan nació en Estados Unidos. Creció en Cisjordania, donde asistió a la Escuela de Amigos de Ramallah, al igual que varias generaciones de su familia. Estaba en la escuela secundaria durante la Segunda Intifada. En 2002, se mudó a los Estados Unidos para asistir al Swarthmore College para obtener su título universitario, graduándose en 2006. Posteriormente obtuvo una maestría en Políticas Públicas en la Kennedy School of Government, y luego un doctorado en Antropología en la Universidad de Harvard, bajo la supervisión del Dr. Arthur Kleinman, y luego fue becario postdoctoral en el Watson Institute for International Studies de la Universidad Brown.

## Activismo
A finales de la década de 2000, Atshan comenzó a trabajar como voluntario en la Ramallah Friends School como consejero universitario y mentor de estudiantes en su último año.
En 2017, un evento programado para que Atshan diera una conferencia en Friends' Central School, una escuela cuáquera en Wynnewood, Pensilvania, fue cancelado después de que algunos padres se quejaran de que Atshan apoyaba el movimiento BDS. Dos profesores de la escuela, que invitaron a Atshan en nombre de la escuela del club Paz e Igualdad en Palestina, fueron suspendidos. Aunque la escuela luego le volvió a extender la invitación para hablar, Atshan la rechazó, diciendo que no hablaría en la escuela hasta que reintegraran a los maestros suspendidos.
En 2018, la conferencia que Atshan daría en el Museo Judío de Berlín se canceló después de que aparecieran unos comentarios de 2014 en los que llamaba a Israel un estado de apartheid. La charla planeada de Atshan se titulaba "Ser queer y palestino en Jerusalén Oriental", como parte de la exposición del museo sobre Jerusalén. La charla finalmente se llevó a cabo y fue organizada por el Instituto de Investigación Cultural (ICI) de Berlín.

## Carrera
Atshan es profesor asociado de Estudios de Paz y Conflictos y Antropología y presidente del Departamento de Estudios de Paz y Conflictos en Swarthmore College, una universidad privada de artes liberales históricamente cuáquera cerca de Filadelfia.
Atshan fue contratado en la Universidad Emory en 2021 y obtuvo su titularidad en enero de 2022, convirtiéndose en el primer profesor palestino titular de la universidad.
Durante el año académico 2020-2021, Atshan fue profesor asistente visitante de Antropología e investigador principal en Estudios de Medio Oriente en la Universidad de California en Berkeley.

## Reconocimiento
En 2020, Atshan fue nombrado uno de los 40 menores de 40 años por la Arab America Foundation.
Atshan también ha recibido premios como la Beca Paul y Daisy Soros para Nuevos Estadounidenses, el Premio al Joven Líder Global del Consejo de los Estados Unidos e Italia, la Beca Kathryn Davis para la Paz, y ha sido incluido en el Colegio de Académicos Martin Luther King Jr. del Morehouse College.

## Vida personal
Atshan es cuáquero y pacifista; también es gay.